# Yargelis Savigne
Yargelis Savigne (Guantánamo, 13 november 1984) is een voormalige Cubaanse atlete, die gespecialiseerd was in het verspringen en het hink-stap-springen. Ze werd driemaal wereldkampioene (tweemaal outdoor en eenmaal indoor) en enkele malen nationaal kampioene bij het verspringen en hink-stap-springen. Ook nam ze tweemaal deel aan de Olympische Spelen en won hierbij eenmaal een bronzen medaille.

## Biografie

### Eerste successen
Savigne leerde de eerste beginselen van de atletiek van haar trainer Arnaldo Charadán. Dat leidde in 2001 tot een eerste nationale titel bij de junioren op verspringen. Een jaar later veroverde zij op dit onderdeel ook de jeugdtitel bij de Centraal-Amerikaanse en Caribische kampioenschappen.
Haar eerste internationale succes van formaat boekte Savigne in 2003: op de Pan-Amerikaanse Spelen in Santo Domingo veroverde zij bij het verspringen de bronzen medaille. Het was de voorbode van haar definitieve internationale doorbraak op seniorniveau in 2005, toen ze op de wereldkampioenschappen in Helsinki op de onderdelen hink-stap-springen en verspringen respectievelijk tweede en vierde werd. Vervolgens deed ze mee aan de wereldatletiekfinale en werd daarin derde bij het hink-stap-springen met 14,81 m.

### WK-goud
In 2007 behaalde Yargelis Savigne een gouden medaille bij het hink-stap-springen tijdens de WK in Osaka. Goud was er vervolgens ook voor haar weggelegd bij de wereldindoorkampioenschappen in Valencia in maart 2008. Met een hink-stap-sprong van 15,05 haalde ze de overwinning en een Noord-Amerikaans indoorrecord naar zich toe. Jaren na de Olympische Zomerspelen 2008 in Peking kreeg Savigne de bronzen medaille toegewezen.

### 2009: WK-titel geprolongeerd
Op de Olympische Spelen van 2008 in Peking kwam ze bij het verspringen met 6,49 niet door de kwalificatieronde. Op de WK van 2009 in Berlijn daarentegen prolongeerde ze haar wereldtitel.
In 2010 slaagde zij Savigne er op de WK indoor in Doha niet in om ook haar indoortitel bij het hink-stap-springen te prolongeren; tegen de Kazachse Olga Rypakova, die met een beste jaarprestatie van 15,14 het goud veroverde, kon zij niet op. De Cubaanse werd met 14,86 tweede. Op de Ibero-Amerikaanse kampioenschappen in Spaanse San Fernando haalde zij vervolgens haar gram. Met 14,62 was zij daar veel te sterk voor de voltallige concurrentie.

### Teruggang
In 2011 slaagde Savigne er niet in om op de WK in Daegu ook maar in de buurt van het erepodium te komen; met 14,43 eindigde zij daar bij het hink-stap-springen op een zesde plaats. Ook de Pan-Amerikaanse Spelen in Guadalajara verliepen niet naar wens. De Colombiaanse Caterine Ibargüen bleef haar met 14,92 meer dan een halve meter voor en wees haar terug naar de tweede plaats.
Een jaar later kwam Savigne op de Olympische Spelen in Londen alleen uit bij het hink-stap-springen. Ze plaatste zich voor de finale, waarin ze met 14,12 een negende plaats behaalde.

### Einde atletiekloopbaan
Na het uitblijven van verdere resultaten trok Yargelis Savigne zich medio 2013 terug uit de wedstrijdsport.

## Titels
- Wereldkampioene hink-stap-springen - 2007, 2009
- Wereldindoorkampioene hink-stap-springen - 2008
- Centraal-Amerikaans en Caribisch kampioene hink-stap-springen - 2005
- Ibero-Amerikaans kampioene hink-stap-springen - 2010
- Cubaans kampioene verspringen - 2004, 2006
- Centraal-Amerikaans en Caribisch jeugdkampioene verspringen - 2002

## Persoonlijke records
Outdoor
| Onderdeel          | Prestatie | Datum            | Plaats |
| ------------------ | --------- | ---------------- | ------ |
| verspringen        | 6,77 m    | 19 mei 2005      | Osaka  |
| hink-stap-springen | 15,28 m   | 31 augustus 2007 | Havana |

Indoor
| Onderdeel          | Prestatie    | Datum           | Plaats    |
| ------------------ | ------------ | --------------- | --------- |
| verspringen        | 6,79 m       | 3 februari 2007 | Stuttgart |
| hink-stap-springen | 15,05 m (AR) | 8 maart 2008    | Valencia  |

## Palmares

### verspringen
Kampioenschappen
- 2002:  Centraal-Amerikaanse en Caribische jeugdkamp. - 6,25 m
- 2002: 6e in kwal. WK junioren - 6,00 m
- 2003:  Pan-Amerikaanse Spelen - 6,40 m
- 2005:  Centraal-Amerikaanse en Caribische kamp. - 6,88 m
- 2005: 4e WK - 6,69 m
- 2006: 6e WK indoor - 6,51 m
- 2007:  Pan-Amerikaanse Spelen - 6,66 m
- 2008: 9e in kwal. OS - 6,49 m
- 2010:  IAAF/VTB Bank Continental Cup - 6,63 m

Diamond League-podiumplekken
- 2010:  Meeting Areva - 6,73 m

### hink-stap-springen
Kampioenschappen
- 2005:  WK - 14,82 m
- 2005:  Wereldatletiekfinale - 14,81 m
- 2006: 5e WK indoor - 14,72 m
- 2007:  Pan-Amerikaanse Spelen - 14,80 m
- 2007:  WK - 15,28 m
- 2007:  Wereldatletiekfinale - 14,78 m
- 2008:  WK indoor - 15,05 m
- 2008:  OS - 15,05 m
- 2009:  WK - 14,95 m
- 2010:  WK indoor - 14,86 m
- 2010:  Ibero-Amerikaanse kamp. - 14,62 m
- 2010:  IAAF/VTB Bank Continental Cup - 14,63 m
- 2011: 6e WK - 14,43 m
- 2011:  Pan-Amerikaanse Spelen - 14,36 m
- 2012: 4e WK indoor - 14,28 m
- 2012: 9e OS - 14,12 m

Golden League-podiumplekken
- 2005:  Memorial Van Damme - 14,48 m
- 2005:  ISTAF - 14,57 m

Diamond League-podiumplekken
- 2010:  Eindzege Diamond League
- 2010:  Shanghai Golden Grand Prix - 14,61 m
- 2010:  Golden Gala - 14,74 m
- 2010:  Athletissima - 14,99 m
- 2010:  Aviva London Grand Prix - 14,86 m
- 2010:  Memorial Van Damme - 14,56 m
- 2011:  Shanghai Golden Grand Prix - 14,68 m
- 2011:  Bislett Games - 14,81 m
- 2011:  Meeting Areva - 14,99 m
- 2011:  DN Galan - 14,87 m

1993: Anna Birjoekova ·
1995: Inessa Kravets ·
1997: Šárka Kašpárková ·
1999: Paraskeví Tsiamíta ·
2001: Tatjana Lebedeva ·
2003: Tatjana Lebedeva ·
2005: Trecia Smith ·
2007: Yargelis Savigne ·
2009: Yargelis Savigne ·
2011: Olha Saladoecha ·
2013: Caterine Ibargüen ·
2015: Caterine Ibargüen ·
2017: Yulimar Rojas ·
2019: Yulimar Rojas ·
2022: Yulimar Rojas ·
2023: Yulimar Rojas